# St. Georgs-Orden (Hannover)

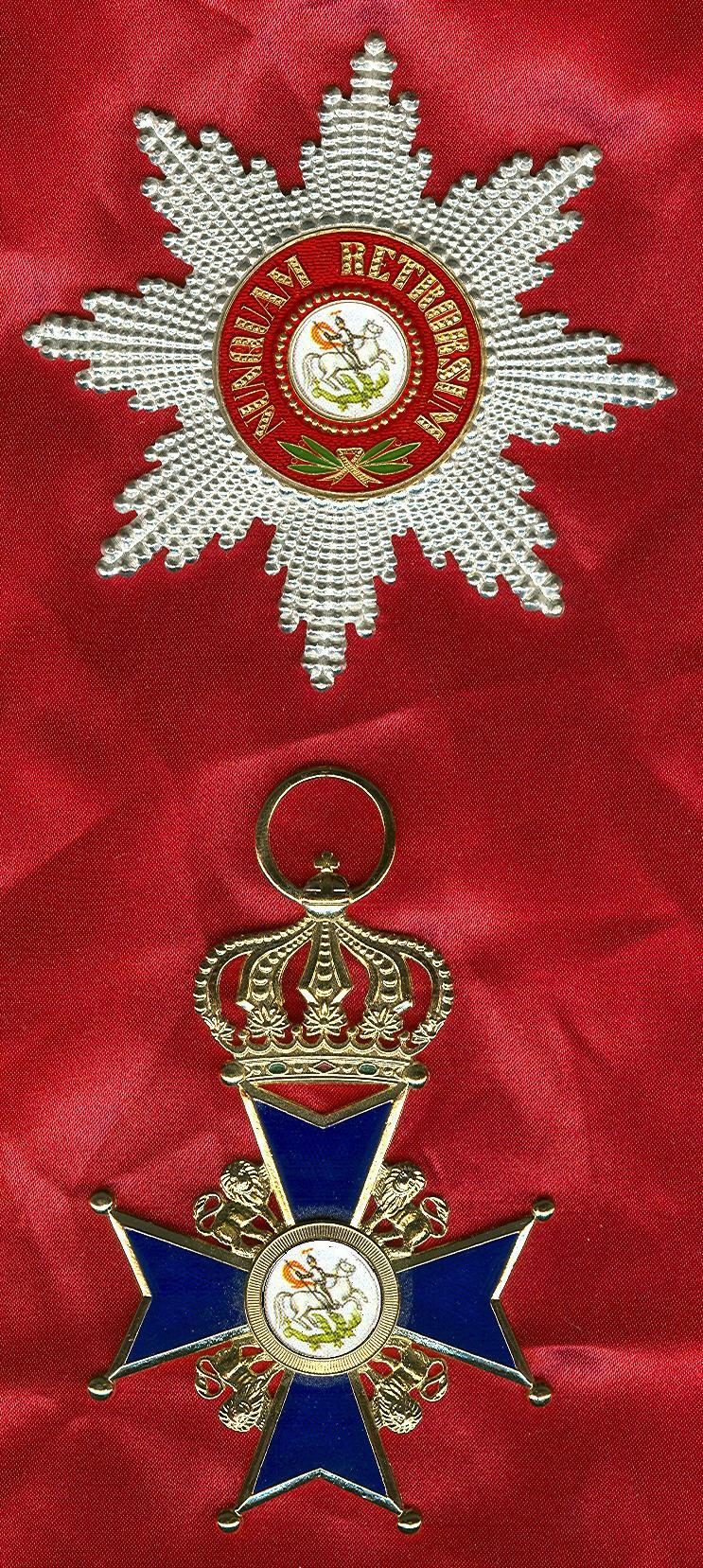
St. Georgs-Orden (Replik)

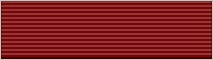
Ordensband

Der St. Georgs-Orden wurde am 23. April 1839 durch König Ernst August von Hannover gestiftet und kam mit wenigen Ausnahmen ausschließlich an regierende Häupter und Angehörige souveräner Häuser zur Verleihung. Nach der Annexion des Königreiches durch Preußen 1866 blieb der Orden als Hausorden erhalten und wurde in seltenen Fällen weiterhin verliehen.

## Ordensklassen
Der Orden hatte nur eine Klasse und die Mitgliederzahl war auf 16 beschränkt. Ausgenommen davon sind die königlichen Prinzen, die geborene Ritter des Ordens waren.

## Ordensdekoration
Das Ordenszeichen ist ein goldgerändertes, achtspitziges, dunkelblau emailliertes Malteserkreuz, mit Kugeln an den Spitzen und vorwärtsstehenden Löwen in den Winkeln. Die Königskrone krönt das Kreuz. Innerhalb eines goldgefassten rot emaillierten Reifens zeigt das Medaillon auf der Vorderseite St. Georg den grünen Drachen mit der Lanze tötend. Auf der Rückseite stehen die Initialen des Stifters E.A.R. (Ernst August Rex) auf goldenem Grund.
Zum Orden gehört ein Ordensstern aus acht brillantierten Strahlenbündeln. Im Mittelschild das oben beschriebene Medaillon, dass von einem rot emaillierten Reif mit der Ordensdevise NUNQUAM RETRORSUM (Niemals zurück) in goldenen Buchstaben umschlossen ist.

## Trageweise
Das Kleinod wurde an einer dunkelroten Schärpe von der rechten Schulter zur linken Hüfte getragen.

## Verleihungszahlen
Insgesamt lassen sich 82 Verleihungen nachweisen, darunter an den hannoverschen Staatsminister Carl von Alten, den preußischen Staatsminister Wilhelm zu Sayn-Wittgenstein-Hohenstein, den österreichischen Minister Klemens Wenzel Lothar von Metternich sowie die Feldmarschälle Josef Wenzel Radetzky von Radetz und Alfred I. zu Windisch-Graetz. Die letzte dokumentierte Verleihung erfolgte 1900 durch Ernst August von Cumberland an seinen Schwiegersohn Max von Baden nach dessen Hochzeit mit der ältesten Tochter des Kronprinzen.
| Zeitraum  | Verleihungen |
| --------- | ------------ |
| 1839–1866 | 78           |
| 1878–1900 | 4            |